# Neptidopsis
Neptidopsis is een geslacht van vlinders uit de familie Nymphalidae.

## Soorten
- Neptidopsis fulgurata (Boisduval, 1833)
- Neptidopsis ophione (Cramer, [1777])